# Odynerus flosculus
Odynerus flosculus är en stekelart som beskrevs av Perkins 1899. Odynerus flosculus ingår i släktet lergetingar, och familjen Eumenidae. Inga underarter finns listade i Catalogue of Life.